# أر550 ماجيك
أر550 ماجيك (بالفرنسية: R550 Magic)‏ صاروخ جو-جو قصير المدى موجه بالأشعة تحت الحمراء من إنتاج شركة ماترا الفرنسية دخل الخدمة عام 1975 وصدر منه إلى العديد من دول العالم، وهو أول صاروخ أوربي ينافس الصاروخ الأمريكي إيه آي إم-9 سايدويندر. يبلغ وزن الصاروخ 89 كجم بمدى يتراوح من 0.3 إلى 15 كم.